# Rehaupal
Rehaupal település Franciaországban, Vosges megyében. Lakosainak száma 208 fő (2022. január 1.). Rehaupal Champdray, Laveline-du-Houx, Liézey, Tendon és Le Tholy községekkel határos.

## Népesség
A település népessége az elmúlt években az alábbi módon változott:
| Lakosok száma | 197  | 205  | 217  | 211  | 210  | 209  | 208  | 208  | 208  |
|               | 2013 | 2015 | 2016 | 2017 | 2018 | 2019 | 2020 | 2021 | 2022 |